# Robert Wyatt
Robert Wyatt (născut Robert Wyatt-Ellidge pe 28 ianuarie 1945 în Bristol) este un muzician englez, membru fondator al trupei Soft Machine, formație influentă a Canterbury scene. Este căsătorit cu pictorița și compozitoarea engleză Alfreda Benge.

## Discografie

### Albume
- The End of an Ear (4 decembrie 1970)
- Rock Bottom (26 iulie 1974)
- Ruth Is Stranger Than Richard (mai 1975)
- Nothing Can Stop Us (1982-compilație cu single-uri)
- The animals Film (1982-soundtrack)
- Old Rottenhat (1985)
- Dondestan (1991)
- Flotsam Jetsam (1994)
- Shleep (noiembrie 1997)
- Dondestan (Revisited) (1998)
- eps (5CD box set) (1999)
- Solar Flares Burn for You (2003)
- Cuckooland (2003)
- His Greatest Misses (2004-compilație)
- Theatre Royal Drury Lane 8 September 1974 (2005)
- Comicopera (8 octombrie 2007)

### EP-uri
- The Peel Sessions (1974)
- Work in Progress (1984)
- 4 Track EP (1984)
- Airplay (2002)

1. ↑  „Robert Wyatt”, Gemeinsame Normdatei, accesat în 27 aprilie 2014
2. ↑  Robert Wyatt, SNAC, accesat în 9 octombrie 2017
3. ↑   http://www.theguardian.com/theobserver/2001/may/27/featuresreview.review5 Lipsește sau este vid: |title= (ajutor)
4. ↑   http://www.kent.ac.uk/campusonline/updates/campusnews.html?id=honorary-degrees-july.txt Lipsește sau este vid: |title= (ajutor)
5. ↑   https://www.theguardian.com/music/2019/nov/18/gong-daevid-allen-steve-hillage-prog-rock-psychedelia, accesat în 18 noiembrie 2019 Lipsește sau este vid: |title= (ajutor)
6. ↑   https://www.tvguide.com/celebrities/julian-glover/bio/159294/, accesat în 18 noiembrie 2019 Lipsește sau este vid: |title= (ajutor)
7. ↑  Autoritatea BnF, accesat în 10 octombrie 2015
8. ↑   https://www.uliege.be/cms/c_9266244/fr/docteurs-honoris-causa-sur-proposition-des-autorites-de-l-uliege Lipsește sau este vid: |title= (ajutor)